# Marató Antàrtica
La Marató Antàrtica és un esdeveniment esportiu amb ànim de lucre celebrat a l'Antàrtida des del 28 de gener de 1995. L'esdeveniment se celebra cada any a finals de febrer o principis de març. La marató se celebra a l'illa Rei Jordi, una de les illes antàrtiques més grans al costat de la península antàrtica. També es fa una mitja marató a la mateixa hora. La sortida i l'arribada són a la base Bellingshausen (la base russa), i el recorregut passa per la base Artigas (uruguaiana), la base Frei (xilena) i la base de la Gran Muralla (xinesa). El recorregut segueix un camí de grava que connecta les bases i canvia cada any en funció de les operacions de la base, així com de les condicions de la carretera i del temps.

## Història
Thom Gilligan, fundador i CEO de Marathon Tours & Travel, va organitzar la primera cursa el 1995. L'any 2001, problemes de seguretat van impedir que els vaixells de zòdiac transportessin els participants de la cursa des del vaixell fins a la costa. La marató es va dur a terme fent 442 voltes al voltant de la coberta 6 del vaixell. La 22a edició de la Marató i Mitja Marató de l'Antàrtida va tenir lloc al gener i febrer de 2022.

## Altres maratons a l'Antàrtida

### Marató McMurdo
La primera marató celebrada a l'Antàrtida podria haver estat prop de la base de recerca nord-americana, l'estació McMurdo, el gener de 1995. La marató anual és gratuïta i està oberta als empleats i beneficiaris del Programa Antàrtic dels Estats Units, al personal de la Força Aèria dels Estats Units de servei a l'estació McMurdo, així com als de l'estació de recerca propera de Nova Zelanda, la base Scott. Molts participants corren la marató completa. Tanmateix, hi ha una opció de mitja marató disponible. Alguns participants opten per fer el recorregut esquiant. El gener de 2015, l'estació McMurdo va acollir possiblement la primera Ultra Marató coneguda de més de 48 km al continent.

### Pol Sud
El pol sud també ha estat testimoni dels corredors que s'enfronten a les condicions per completar un total 42,195 km de carrera. Tant esdeveniments amb ànim de lucre com esdeveniments gratuïts s'han celebrat fora de l'estació del pol sud d'Amundsen–Scott. El Pol Sud és possiblement la primera ubicació coneguda d'una ultramarató al continent, quan es defineix una Ultra com qualsevol cursa més llarga que una marató.

## Resultats
| Any           | Campions                                  | Temps (h:m:s)                             | Campiones                                       | Temps (h:m:s)                             |
| ------------- | ----------------------------------------- | ----------------------------------------- | ----------------------------------------------- | ----------------------------------------- |
| 2007          | Matt Tyler (GBR)                          | 3:51:33                                   | Christina Harding (USA)                         | 4:54:50                                   |
| 2008          | Robert Celinski (POL)                     | 3:09:43                                   | Catharina Schilder (NED) · Maria Schilder (NED) | 4:21:42                                   |
| 2009          | Kornelis Brienne (NED)                    | 3:04:50                                   | Lisa DeYoung (USA)                              | 4:07:57                                   |
| 2010          | Robert Youngren (USA)                     | 3:50:02                                   | Kathryn Youngren (USA)                          | 3:58:59                                   |
| 2011          | Michael Hewitt (GBR)                      | 3:25:49                                   | Diana Kenna (USA)                               | 4:26:29                                   |
| 2012          | Terence Bell (AUS)                        | 3:07:58                                   | Brooke Curran (USA)                             | 4:36:53                                   |
| 2013          | Alan Nawoj (USA)                          | 3:29:56                                   | Inez-Anne Haagen (NED)                          | 3:41:52                                   |
| 2014          | Bartosz Mazerski (POL)                    | 3:17:55                                   | Stephanie White (NZL)                           | 4:23:03                                   |
| 2015          | Andrew Morris (USA)                       | 3:27:02                                   | Debra Patskowski (USA)                          | 3:57:20                                   |
| 2016          | Maxime Bondue (FRA)                       | 3:15:24                                   | Sharon-Elise Ryder (AUS)                        | 3:38:03                                   |
| 2017          | Luan Huynh (DEN)                          | 3:24:22                                   | Lesley Mettler (USA)                            | 4:06:14                                   |
| 2018          | Todd Lubas (USA)                          | 3:07:20                                   | Wendi Campbell (CAN)                            | 3:58:52                                   |
| 2019          | Nikolas Adair (GUA)                       | 3:31:01                                   | Suzanne McKeen (AUS)                            | 4:36:55                                   |
| 2020          | Cancel·lat per la pandèmia de la covid-19 | Cancel·lat per la pandèmia de la covid-19 | Cancel·lat per la pandèmia de la covid-19       | Cancel·lat per la pandèmia de la covid-19 |
| 2021          | Cancel·lat per la pandèmia de la covid-19 | Cancel·lat per la pandèmia de la covid-19 | Cancel·lat per la pandèmia de la covid-19       | Cancel·lat per la pandèmia de la covid-19 |
| 2022 (Gener)  | Priit Jaagant (EST)                       | 3:56:32                                   | Sandy Lam (USA)                                 | 4:04:41                                   |
| 2022 (Febrer) | Ryan Beberus (USA)                        | 3:58:16                                   | Ember Verma (USA)                               | 4:22:59                                   |
| 2024 (I)      | Joseph Perry (CAN)                        | 4:15:11                                   | Katherine Shank (USA)                           | 4:07:32                                   |
| 2024 (II)     | Blake LaBathe (USA)                       | 3:38:51                                   | Candice Brown (USA)                             | 4:25:37                                   |